# 富士宮市

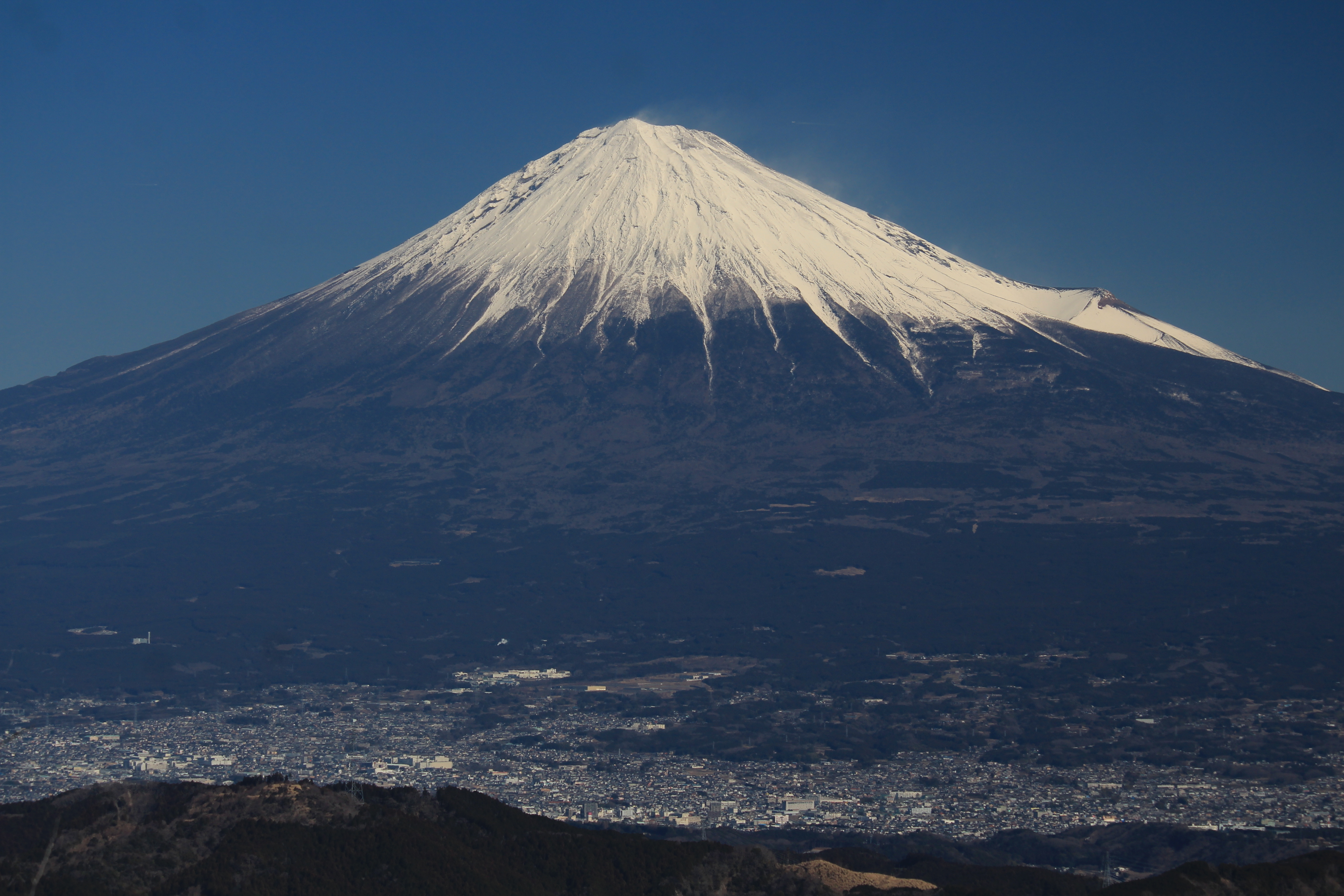
從靜岡市清水區的濱石嶽眺望富士宮市城區和富士山

富士宮市（日语：／ Fujinomiya shi */?）是靜岡縣東部的市。過去是富士山本宮淺間大社的門前町。

## 地理
富士山山頂位于該市，市域內的地理高低差位于日本第一。
山：富士山、天子岳、長者岳、毛無山、白尾山、
河川：潤井川、芝川、大倉川、神田川、弓澤川

## 相鄰的自治体
- 靜岡縣
  - 富士市
  - 駿東郡
    - 小山町
- 山梨縣
  - 南巨摩郡
    - 南部町
    - 身延町

  - 南都留郡
    - 鳴澤村
    - 富士河口湖町

## 交通

### 鐵道
- 東海旅客鐵道（JR東海）
  - 身延線
    - 源道寺站 - 富士宮站 - 西富士宮站 - 沼久保站

### 道路
- 一般國道
  - 國道139號
  - 國道469號
- 富士宮道路

### 巴士路線
- 富士急行
- 富士急靜岡巴士
- 山梨交通
- JR巴士關東

## 外部連結
- 维基共享资源上的相關多媒體資源：富士宮市
- OpenStreetMap上有關富士宮市的地理